# 鉄火丼

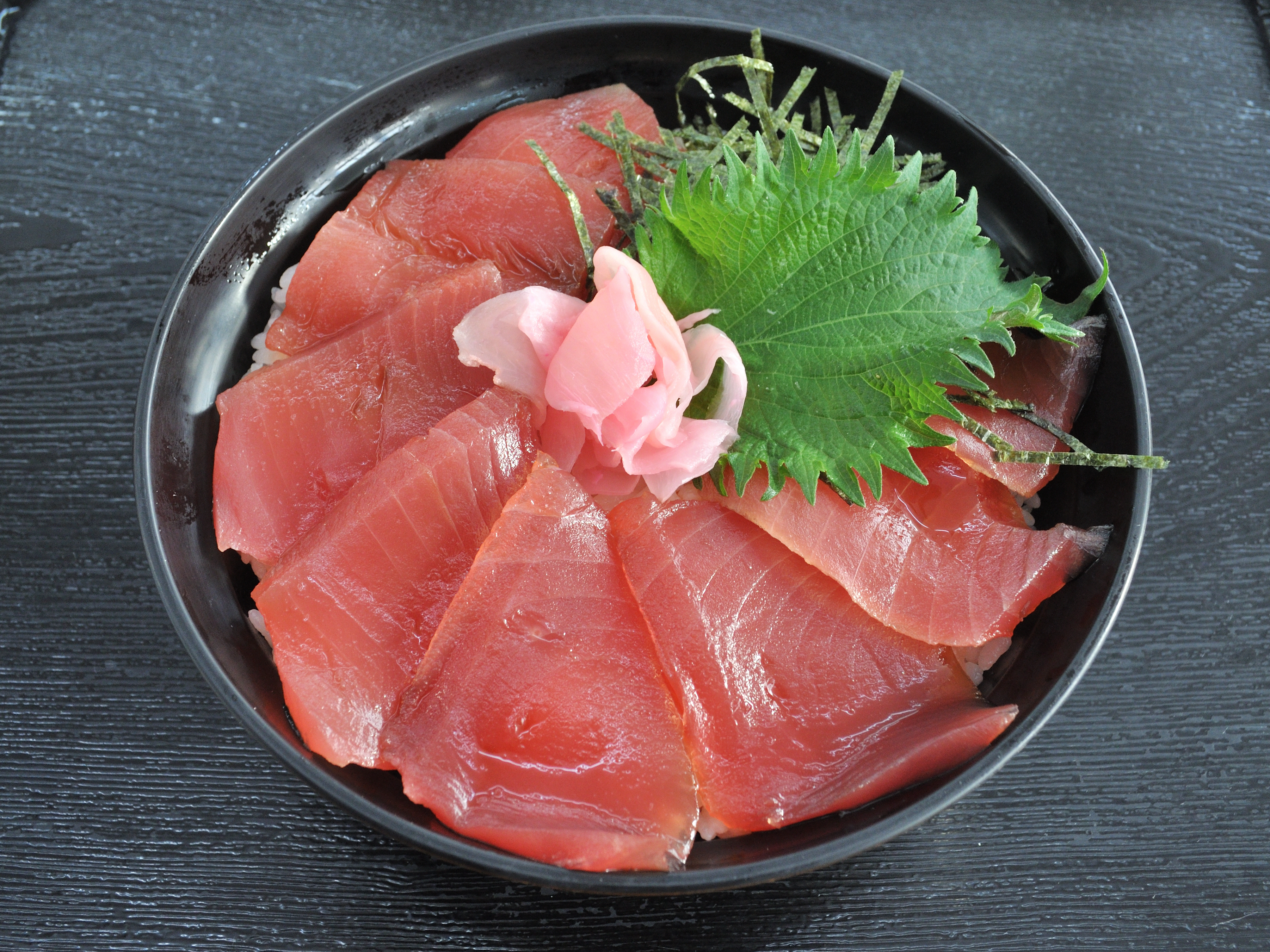
鉄火丼の参考画像

鉄火丼（てっかどん）は、丼鉢に酢飯を盛り、マグロの切り身をのせてワサビや海苔をあしらった日本の丼料理である。

## 鉄火丼とマグロ丼の違い
飯と鮪肉の使用部位に違いがある。
「鉄火丼」は、酢飯（シャリ）で、鮪は赤身のみを使う。
「マグロ丼」は、白飯で、鮪は赤身以外の部位も使う。